# Lijst van voetbalinterlands Algerije - Ghana (vrouwen)
Deze lijst van voetbalinterlands is een overzicht van alle officiële voetbalinterlands tussen de nationale vrouwenteams van Algerije en Ghana. De landen hebben tot nu toe zevenkeer tegen elkaar gespeeld. 

## Wedstrijden
| № | Plaats   | Datum             | Competitie                   | Wedstrijd        | Uitslag            |
| - | -------- | ----------------- | ---------------------------- | ---------------- | ------------------ |
| 1 | Zéralda  | 9 juli 2007       | Afrikaanse Spelen 2007       | Ghana − Algerije | 2 − 1              |
| 2 | Zéralda  | 22 juli 2007      | Afrikaanse Spelen 2007       | Algerije − Ghana | 1 − 3              |
| 3 | Daveyton | 2 november 2010   | Afrikaans kampioenschap 2010 | Algerije − Ghana | 1 − 2              |
| 4 | Maputo   | 14 september 2011 | Vriendschappelijk            | Ghana − Algerije | 3 − 0              |
| 5 | Windhoek | 12 oktober 2014   | Afrikaans kampioenschap 2014 | Algerije − Ghana | 1 − 0              |
| 6 | Accra    | 17 november 2018  | Afrikaans kampioenschap 2018 | Ghana − Algerije | 1 − 0              |
| 7 | Berkane  | 21 juli 2025      | Afrikaans kampioenschap 2025 | Algerije − Ghana | 0 − 0 (n.p. 2 - 4) |

## Samenvatting
| Competitie              | Totaal gespeeld | Winst Algerije | Gelijk | Winst Ghana | Doelsaldo Algerije – Ghana |
| ----------------------- | --------------- | -------------- | ------ | ----------- | -------------------------- |
| Afrikaans kampioenschap | 4               | 1              | 1      | 2           | 2 − 3                      |
| Afrikaanse Spelen       | 2               | 0              | 0      | 2           | 2 − 5                      |
| Vriendschappelijk       | 1               | 0              | 0      | 1           | 0 − 3                      |
| Totaal                  | 7               | 1              | 1      | 5           | 4 − 11                     |